# A8高速公路 (義大利)
A8高速公路（義大利語：Autostrada A8），和A9高速公路合稱湖區高速公路（Autostrada dei Laghi），是全世界第一条完全符合定义的高速公路/快速公路，是義大利一條高速公路，自瓦雷澤通往第二大城市、倫巴底首府米蘭。全長42.6公里。另有一條長24公里的支線，由加拉拉特至加蒂科（與A26高速公路共線）。
1924年9月21日通車。全段是歐洲E25公路和歐洲E62公路的一部份。
1. ↑  高速公路/快速公路属于Dual carriageway范围，当时全世界尚未有高速公路与快速公路名称。